# Thomas Chorske
Thomas Patrick Chorske, surnommé Tom, (né le 18 septembre 1966 à Minneapolis dans l'État du Minnesota aux États-Unis) est un joueur professionnel américain de hockey sur glace. Il évoluait au poste d'ailier gauche.

## Biographie
Tom Chorkse est repêché en tant que 16e joueur choisi lors du premier tour du repêchage d'entrée dans la LNH 1985 par les Canadiens de Montréal alors qu'il jouait pour le Southwest High School. Après avoir été repêché, il rejoint l'Université du Minnesota avec lesquels il joue trois saisons. Il a joué la saison 1987-1988 avec l'équipe des États-Unis qui se prépare pour les Jeux olympiques mais ne parvient pas à être sélectionné dans l'équipe olympique.
Il commence sa carrière professionnelle en 1989-1990 et partage cette saison dans la Ligue nationale de hockey avec les Canadiens et son club-école évoluant dans la Ligue américaine de hockey, les Canadiens de Sherbrooke. Il a joué 14 matchs avec le Tricolore durant cette saison puis 57 la saison suivante. 
En septembre 1991, il est transféré aux Devils du New Jersey avec Stéphane Richer en retour de Rollie Melanson et Kirk Muller. Il connait sa meilleure saison offensive en 1993-1994 où il inscrit 41 points, dont 21 buts. Il remporte la Coupe Stanley avec les Devils en 1995.
Il joue par la suite pour les Sénateurs d'Ottawa, les Islanders de New York, les Capitals de Washington, les Flames de Calgary et les Penguins de Pittsburgh. Il joue sa dernière saison en 2000-2001 dans la Ligue internationale de hockey avec les Aeros de Houston.
Il a représenté les États-Unis au niveau international.

## Statistiques

### En club
| Saison     | Équipe                  | Ligue      |     | Saison régulière | Saison régulière | Saison régulière | Saison régulière | Saison régulière |   | Séries éliminatoires | Séries éliminatoires | Séries éliminatoires | Séries éliminatoires | Séries éliminatoires |
| Saison     | Équipe                  | Ligue      | PJ  | B                | A                | Pts              | Pun              | PJ               | B | A                    | Pts                  | Pun                  |                      |                      |
| 1985-1986  | Université du Minnesota | WCHA       | 39  | 6                | 4                | 10               | 16               | -                | - | -                    | -                    | -                    |                      |                      |
| 1986-1987  | Université du Minnesota | WCHA       | 47  | 20               | 22               | 42               | 20               | -                | - | -                    | -                    | -                    |                      |                      |
| 1987-1988  | Équipe des États-Unis   | Intl       | 36  | 9                | 16               | 25               | 24               | -                | - | -                    | -                    | -                    |                      |                      |
| 1988-1989  | Université du Minnesota | WCHA       | 37  | 25               | 24               | 49               | 28               | -                | - | -                    | -                    | -                    |                      |                      |
| 1989-1990  | Canadiens de Montréal   | LNH        | 14  | 3                | 1                | 4                | 2                | -                | - | -                    | -                    | -                    |                      |                      |
| 1989-1990  | Canadiens de Sherbrooke | LAH        | 59  | 22               | 24               | 46               | 54               | 12               | 4 | 4                    | 8                    | 8                    |                      |                      |
| 1990-1991  | Canadiens de Montréal   | LNH        | 57  | 9                | 11               | 20               | 32               | -                | - | -                    | -                    | -                    |                      |                      |
| 1991-1992  | Devils du New Jersey    | LNH        | 76  | 19               | 17               | 36               | 32               | 7                | 0 | 3                    | 3                    | 4                    |                      |                      |
| 1992-1993  | Devils d'Utica          | LAH        | 6   | 1                | 4                | 5                | 2                | -                | - | -                    | -                    | -                    |                      |                      |
| 1992-1993  | Devils du New Jersey    | LNH        | 50  | 7                | 12               | 19               | 25               | 1                | 0 | 0                    | 0                    | 0                    |                      |                      |
| 1993-1994  | Devils du New Jersey    | LNH        | 76  | 21               | 20               | 41               | 32               | 20               | 4 | 3                    | 7                    | 0                    |                      |                      |
| 1994-1995  | HC Devils Milan         | Serie A    | 7   | 11               | 5                | 16               | 6                | -                | - | -                    | -                    | -                    |                      |                      |
| 1994-1995  | HC Devils Milan         | Alpenliga  | 4   | 6                | 7                | 13               | 2                | -                | - | -                    | -                    | -                    |                      |                      |
| 1994-1995  | Devils du New Jersey    | LNH        | 42  | 10               | 8                | 18               | 16               | 17               | 1 | 5                    | 6                    | 4                    |                      |                      |
| 1995-1996  | Sénateurs d'Ottawa      | LNH        | 72  | 15               | 14               | 29               | 21               | -                | - | -                    | -                    | -                    |                      |                      |
| 1996-1997  | Sénateurs d'Ottawa      | LNH        | 68  | 18               | 8                | 26               | 16               | 5                | 0 | 1                    | 1                    | 2                    |                      |                      |
| 1997-1998  | Islanders de New York   | LNH        | 82  | 12               | 23               | 35               | 39               | -                | - | -                    | -                    | -                    |                      |                      |
| 1998-1999  | Islanders de New York   | LNH        | 2   | 0                | 1                | 1                | 2                | -                | - | -                    | -                    | -                    |                      |                      |
| 1998-1999  | Capitals de Washington  | LNH        | 17  | 0                | 2                | 2                | 4                | -                | - | -                    | -                    | -                    |                      |                      |
| 1998-1999  | Flames de Calgary       | LNH        | 7   | 0                | 0                | 0                | 2                | -                | - | -                    | -                    | -                    |                      |                      |
| 1999-2000  | Penguins de Pittsburgh  | LNH        | 33  | 1                | 5                | 6                | 2                | -                | - | -                    | -                    | -                    |                      |                      |
| 2000-2001  | Aeros de Houston        | LIH        | 78  | 27               | 25               | 52               | 36               | 7                | 3 | 2                    | 5                    | 4                    |                      |                      |
| Totaux LNH | Totaux LNH              | Totaux LNH | 596 | 115              | 122              | 237              | 225              | 50               | 5 | 12                   | 17                   | 10                   |                      |                      |

### En équipe nationale
| Année | Compétition                 |   | PJ | B | A | Pts | Pun                |  | Résultat |
| 1986  | Championnat du monde junior | 7 | 1  | 0 | 1 | 2   | Médaille de bronze |  |          |
| 1989  | Championnat du monde        | 9 | 2  | 1 | 3 | 6   | 6e place           |  |          |
| 1996  | Championnat du monde        | 8 | 1  | 2 | 3 | 16  | Médaille de bronze |  |          |
| 1998  | Championnat du monde        | 6 | 1  | 1 | 2 | 0   | 12e place          |  |          |
| 1999  | Championnat du monde        | 6 | 1  | 1 | 2 | 4   | 6e place           |  |          |

## Trophées et honneurs personnels
- 1988-1989 : nommé dans la première équipe d'étoiles de la WCHA.
- 1994-1995 : champion de la coupe Stanley avec les Devils du New Jersey.